# Eliogabalo
L'Eliogabalo (título original en italiano; en español, Heliogábalo) es una ópera con música de Francesco Cavalli y un libreto en italiano de autor desconocido aunque posiblemente fue reformado por Aurelio Aureli, basado en la vida del emperador romano Heliogábalo. Se sompuso en el año 1667 y se estrenó durante la temporada del carnaval de 1668, pero se retiró después de solo unas pocas representaciones y sustituida por otra ópera homónima de Giovanni Antonio Boretti, quizás porque el estilo de Cavalli se consideró demasiado pasado de moda. 
Eliogabalo fue repuesta en 2004 por René Jacobs. Actualmente, se representa muy poco; en las estadísticas de Operabase aparece con sólo dos representaciones en el período 2005-2010.